# 笠岡ふれあい空港

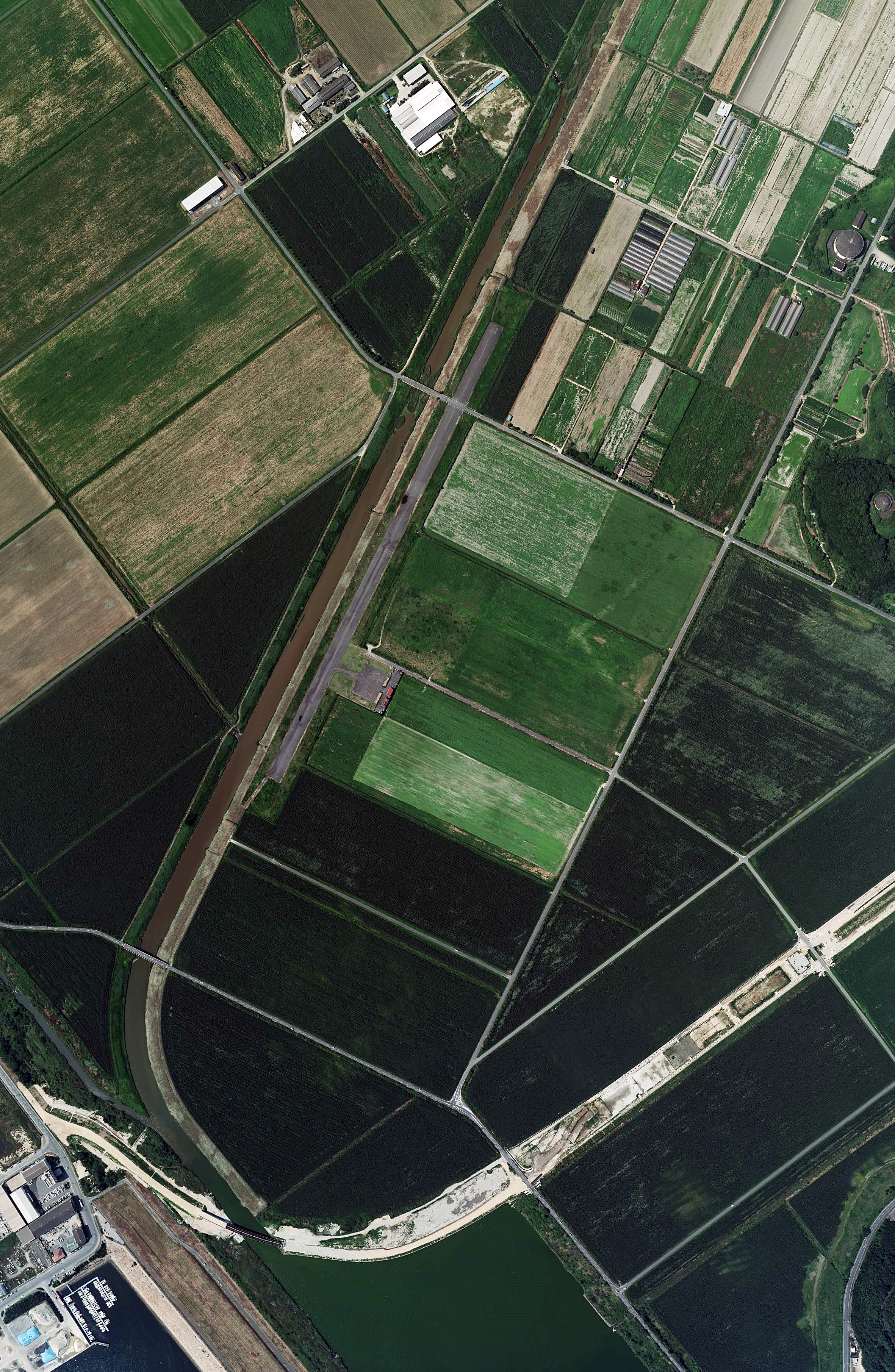
笠岡ふれあい空港の空中写真（2007年）

笠岡ふれあい空港（かさおかふれあいくうこう、英名：Kasaoka Airstation）は、岡山県笠岡市に所在し、かつて農道離着陸場として整備された空港である。
1988年（昭和63年）に始まった農林水産省の農道離着陸場整備事業（通称：農道空港）の第一号として建設され、1991年（平成3年）10月に開場した。農道空港としての正式名称は笠岡地区農道離着陸場である。

## 概要
当空港は、笠岡湾干拓地の中央部に設置され、農道空港構想当時の航空法第79条但し書き「運輸大臣（現:国土交通大臣）の許可を受けた場合はこの限りではない」を適用し、農道を利用し場外での離着陸を行う場所として農産物を出荷するために整備され、1989年（平成元年）10月に工事着手された。他の農道離着陸場と同様に既存の農道を拡張して設置され、滑走路の規模は長さ800m、幅25mとされた。VFR／昼間のみの運用で有視界飛行のみとなっている。
当初、岡南飛行場を拠点とするジャパン・エア・トラスト（現・ノエビアアビエーション）運航による小型機で、岡山空港に向けて農産物の輸送も行われたが、他の農道空港と同様にコスト高であることや、スピードの点でも高速道路（山陽自動車道）によるトラック便の方が断然優れていることから、現在では当初の目的での使用は皆無である。有視界飛行しか出来ないので、昼間に収穫した作物を夜間に輸送し朝市場に出荷することも出来なかった。1998年には農林水産省の整備事業も廃止され、それまでに当空港を含めて8か所が整備された。
地元自治体や関係団体からなる運営協議会も、事業の継続は非常に困難として2008年（平成20年）8月6日付で解散した。2022年には今後の活用を巡り「農道離着陸場のあり方委員会」が設立されている。2024年現在の管理者は、笠岡市役所産業部農政水産課である
。

## 施設の概要
- 滑走路 巾25m×長800m 着陸帯 巾17.5m×長920m
  - アスファルト4cm 砕石10cm クラッシャーラン10cm
- エプロン 巾40m×長50m 誘導路 巾9.0m×長37.5m
- 管理棟 鉄骨プレハブ造り一部2階建（気象観測施設・倉庫）
- 集出荷施設（平屋建）、駐車場など

一般人も事前に申請すれば利用が認められている。

## 現状
他の農道空港と同様に遊覧飛行や模型飛行機の利用がメインである。遊覧飛行は2005年度には4月から10月にかけてセスナ 172により15回実施されていた。また毎月第1日曜には申し込みがあれば実施する可能性がある（要問合せ）。模型飛行機（ラジコン飛行機）については随時利用されているようで、模型飛行機界では西日本のメッカといわれている。1995年には模型飛行機世界選手権が開催され、毎年秋には「大空と大地のひまわりカーニバル」が実施されている。公式Facebookでは2015年より室屋義秀の参加が確認できる。輸入車販売代理店が車両の展示試乗会のために利用することもある。
毎年空港の周辺の農地には、春には菜の花、夏にはひまわりが植えられている。なお、滑走路の東側は農道と交差しているため、飛行機使用時は農道が閉鎖されるが、実際にはほぼ常時開放されている。滑走路内は立ち入り禁止。

## ギャラリー

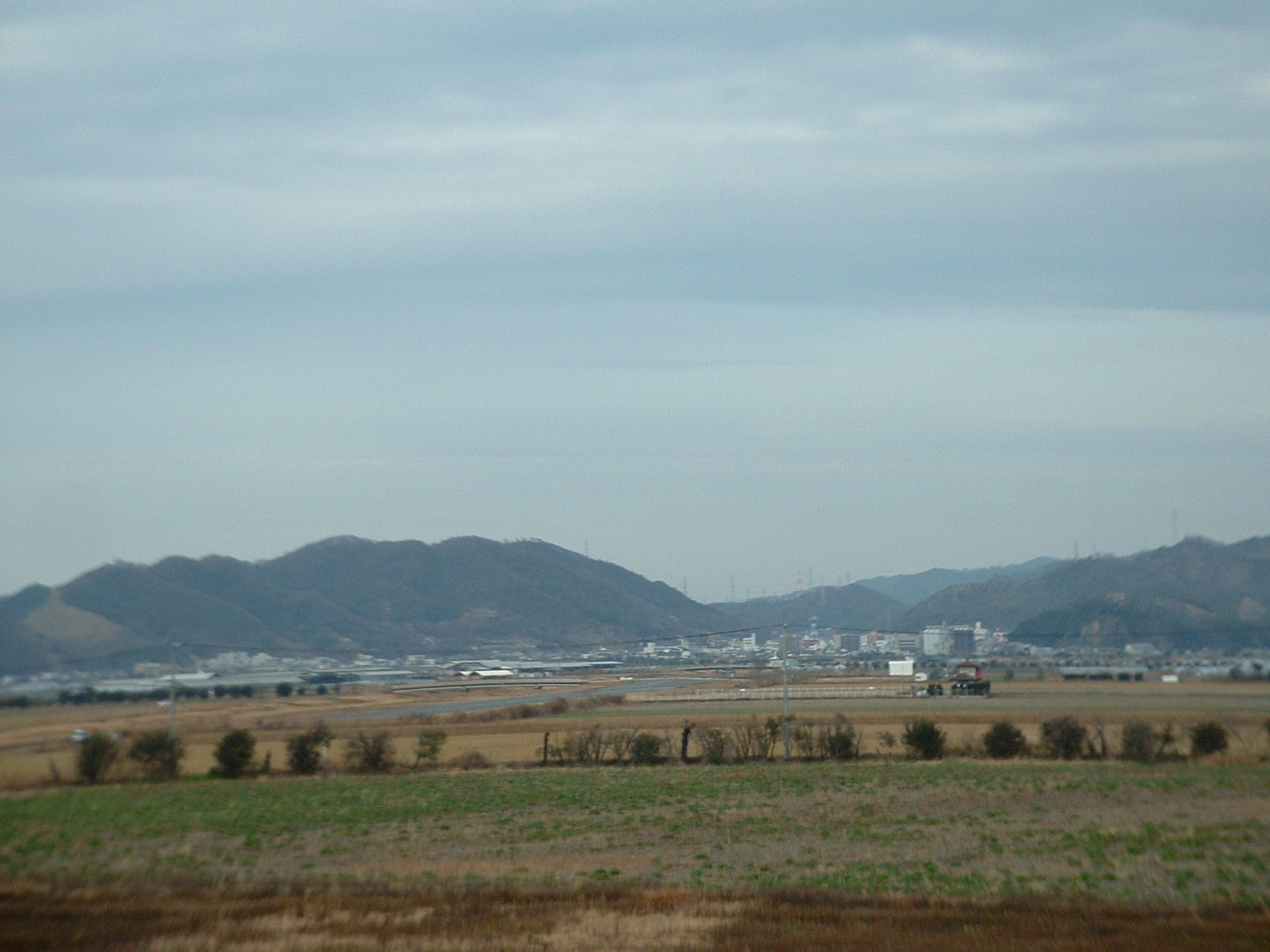
笠岡ふれあい空港遠景（北東側を望む）
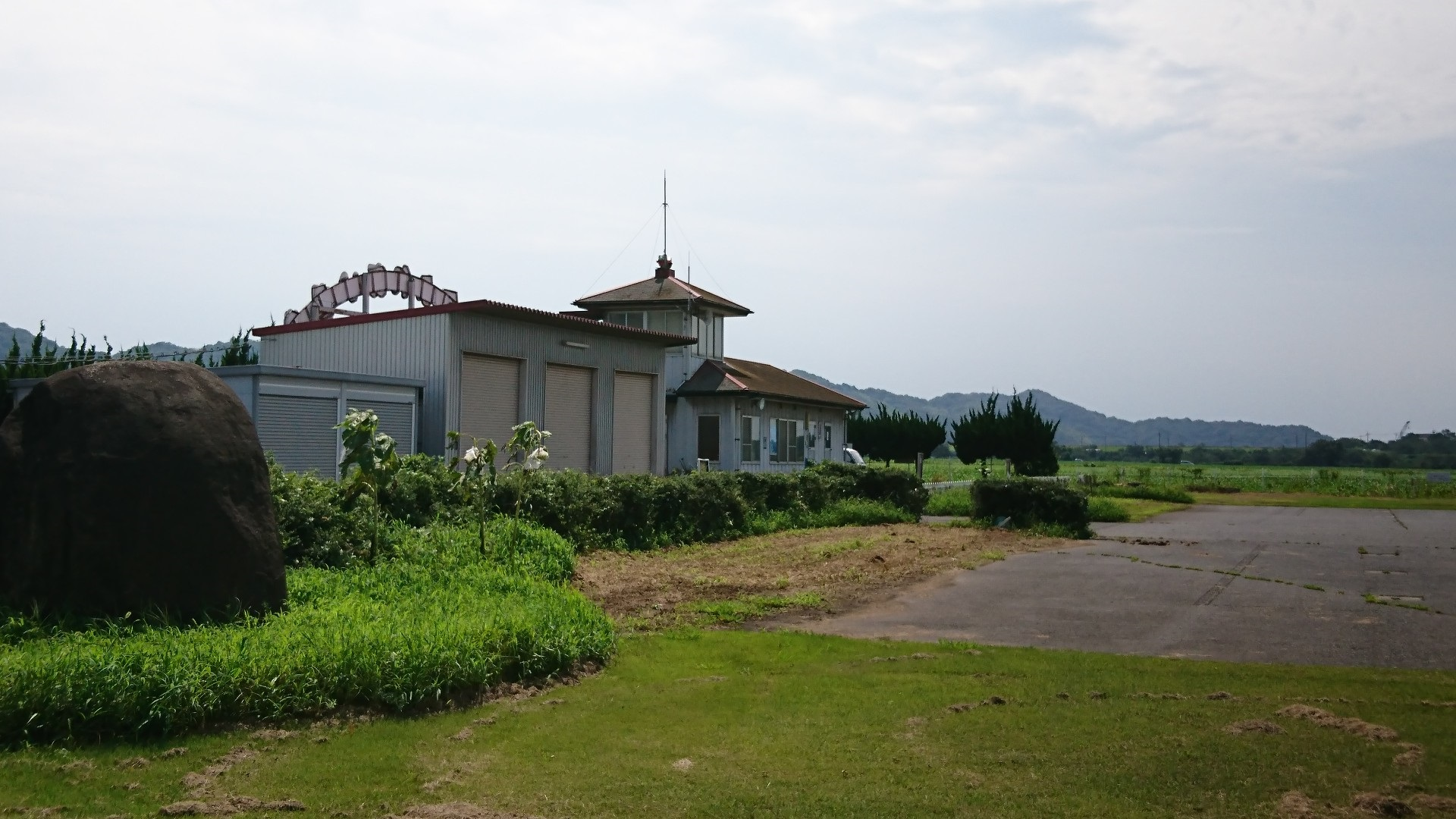
空港管理事務所と集出荷施設（手前）
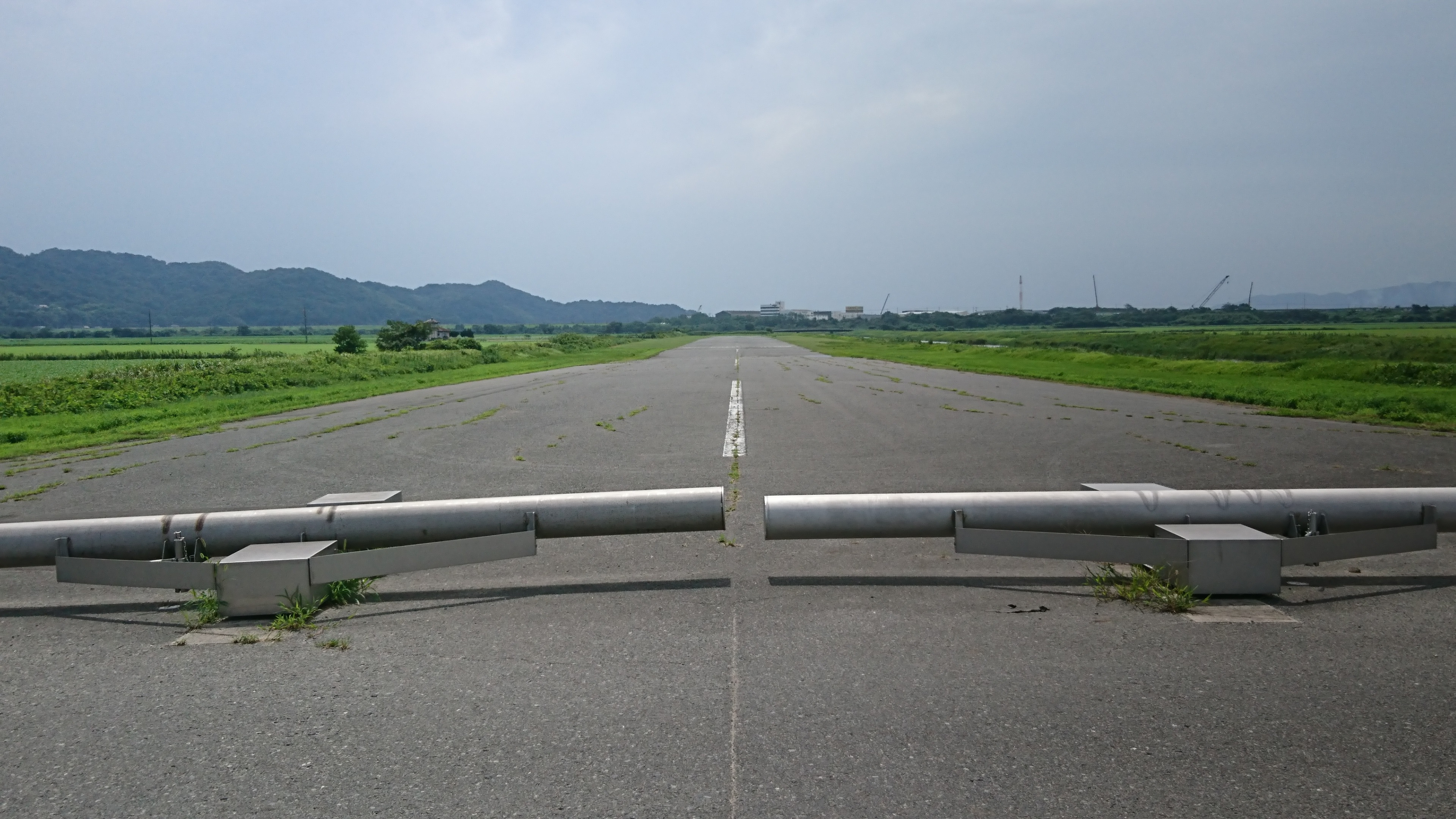
同空港滑走路[注釈 2]
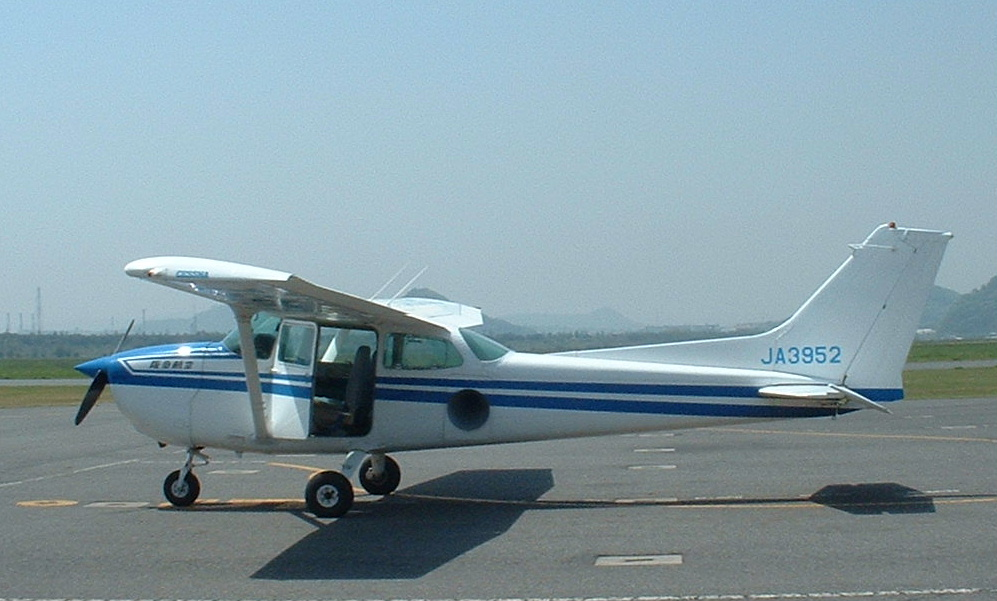
遊覧飛行のセスナ